# Куржма (приток Войницы)
Куржма, в верхнем течении Пах — река в России, протекает по Калевальскому району Карелии. Устье реки находится в 0,7 км по правому берегу реки Войницы. Длина реки составляет 59 км, площадь водосборного бассейна 431 км².
Высота устья — 102,7 м над уровнем моря.

## Бассейн
- В 11 км от устья, по правому берегу реки впадает река Хауки.
- В 16 км от устья, по правому берегу реки впадает река Ханга.

Протекает через озёра Мядасъярви, Рух и Куржма (с притоком — рекой Свиридовой и безымянным притоком из озера Пирти).

## Данные водного реестра
По данным государственного водного реестра России относится к Баренцево-Беломорскому бассейновому округу, водохозяйственный участок реки — Кемь от истока до Юшкозерского гидроузла, включая озёра Верхнее, Среднее и Нижнее Куйто. Речной бассейн реки — бассейны рек Кольского полуострова и Карелии, впадает в Белое море.
Код объекта в государственном водном реестре — 02020000812102000003199.